# (5971) Tickell
(5971) Tickell (1991 NT2) – planetoida z pasa głównego asteroid okrążająca Słońce w ciągu 4,19 lat w średniej odległości 2,6 j.a. Odkryta 12 lipca 1991 roku.